# Timothy Carhart
Timothy Carhart est un acteur américain, né le 24 décembre 1953 à Washington.

## Filmographie

### Cinéma
- 1978 : The Awakening Land (feuilleton TV)
- 1983 : Summerspell : Cecil Jr
- 1984 : The Party Animal : Studly
- 1984 : SOS Fantômes (Ghost Busters) : le violoniste
- 1985 : Witness : Zenovich
- 1985 : Recherche Susan désespérément (Desperately Seeking Susan) : Victoria's Boyfriend
- 1985 : Marie : Clayton
- 1986 : Sweet Liberty d'Alan Alda : Eagleton, Stunt Coordinator
- 1986 : The Manhattan Project de Marshall Brickman : Charlie, Relief Guard Medatomic Lab
- 1986 : Playing for Keeps : Emmett
- 1988 : Opération Phénix (The Rescue) : Lt. Phillips
- 1988 : Working Girl : Tim Draper
- 1989 : Pink Cadillac de Buddy Van Horn : Roy McGuinn
- 1990 : À la poursuite d'Octobre Rouge (The Hunt for Red October) : Bill Steiner
- 1990 : Les vertiges de la gloire (en) (Call Me Anna) (TV) : Harry
- 1991 : Thelma et Louise de Ridley Scott : Harlan Puckett (le violeur)
- 1991 : In a Child's Name (TV) : Lt. Robert Fausak
- 1992 : Red Rock West : Deputy Matt Greytack
- 1992 : Quicksand: No Escape (TV) : Charlie Groves
- 1993 : Entre ciel et terre (Heaven & Earth) : Big Mike
- 1994 : Le Flic de Beverly Hills 3 (Beverly Hills Cop III) : Ellis Dewald
- 1995 : Candyman 2 (Candyman: Farewell to the Flesh) : Paul McKeever
- 1996 : Le Mouton noir (Black Sheep) : Roger Kovary
- 1996 : Pompiers d'élite (Smoke Jumpers) (TV) : Tom Classen
- 1996 : America's Dream (TV) : prof. Daniel (segment The Boy Who Painted Christ Black)
- 1996 : Disparue dans la nuit (Gone in the Night) (TV) : Paul Hogan
- 1997 : Air Force One : Secret Service Agent at Checkpoint
- 1998 : Four Corners (en) (série TV)
- 1998 : La Sauvageonne (To Live Again) (TV) : Hank
- 1998 : Nuit sans sommeil (Before He Wakes) (TV) : Ron Michaels
- 1999 : Le Prix d'un cœur brisé (The Price of a Broken Heart) (TV) : Joe Hutlemeyer
- 2001 : Motocross (Motocrossed) (TV) : Edward Carson
- 2001 : Intime trahison (Love and Treason) (TV) : dét. Johnny Blake
- 2005 : The Moor : Warren Low
- 2005 : Black Dawn (vidéo) : Greer

### Séries télévisées
| Année | Série                                    | Rôle               | Saison | Épisode(s) |
| ----- | ---------------------------------------- | ------------------ | ------ | ---------- |
| 1986  | Deux flics à Miami                       | George T. Wyatt    | 03     | 06         |
| 1989  | Médecin à Honolulu                       | Dr Anthony Metzger | 01     | 10 et 12   |
| 1990  | Code Quantum                             | Mac Elroy          | 03     | 21         |
| 1991  | La Loi de Los Angeles                    | John Harvey        | 06     | 09         |
| 1994  | Dream On                                 | Gregor             | 05     | 10         |
| 1995  | X-Files : Aux frontières du réel         | Virgil Incanto     | 03     | 06         |
| 1997  | New York, police judiciaire              | Warren Abbott      | 08     | 23         |
| 2000  | Les Experts                              | Eddie Willows      | 01     | 6,7 et 16  |
| 2000  | The Practice : Bobby Donnell et Associés | Paul Brower        | 05     | 05         |
| 2002  | Les Experts                              | Eddie Willows      | 03     | 15         |
| 2002  | 24 heures chrono                         | Eric Rayburn       | 02     | 1,2,3 et 4 |
| 2002  | La Treizième Dimension                   | Philip             | 01     | 14         |
| 2003  | Agence Matrix                            | ????               | 01     | 06         |
| 2005  | Wanted                                   | Able Pretatorio    | 01     | 12         |
| 2006  | New York, section criminelle             | Dr Strauss         | 06     | 18         |
| 2009  | Esprits Criminels                        | Détective Quinn    | 04     | 23         |